# Ежево (Тверская область)
Ежево — деревня в Бежецком районе Тверской области. Входит в состав Борковского сельского поселения.

## География
Деревня находится на расстоянии 20 км к северу от города Бежецк, административного центра района.

### Часовой пояс
Деревня Ежево, как и вся Тверская область, находится в часовой зоне МСК (московское время). Смещение применяемого времени относительно UTC составляет +3:00.

## Население
| 2008 | 2010 |
| ---- | ---- |
| 12   | ↘9   |